# Heinrich Gärtner

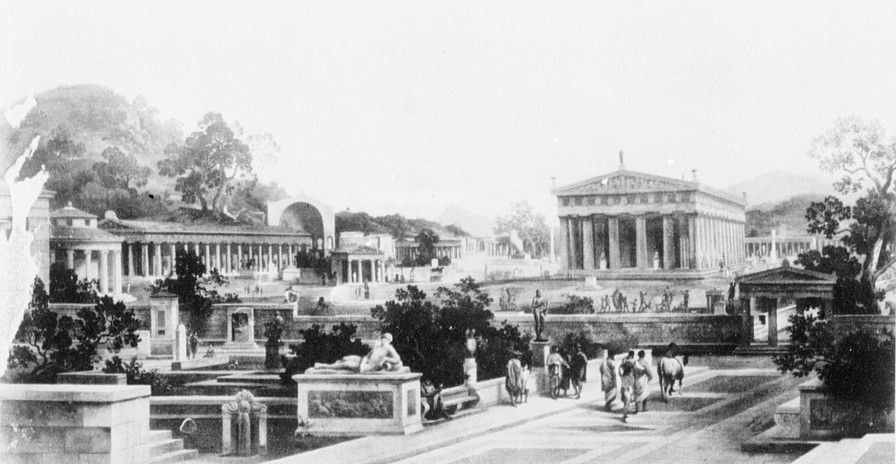
Heinrich Gärtner Altis vid Olympia.

Heinrich Johann Gärtner, född den 22 februari 1828 i Neustrelitz, död den 19 februari 1909 i Dresden, var en tysk målare.
Gärtner studerade i Berlin, Dresden och Rom och utförde dekorativa målningar i Dresdens hovteater, i Leipzigs museum (fullbordade 1879), i lantbruksmuseet i Berlin (1883-85). Han målade även italienska landskap med figurer i olja: Den förlorade sonen (Leipzigs museum), landskap med Adam, Eva, Kain och Abel (Dresdengalleriet).